# Slaget ved Gettysburg, Tredje dags kavalerislag
Historien om tredjedagen i Slaget ved Gettysburg 3. juli 1863 har fokuseret på det katastrofale angreb, der kaldes Pickett's Charge. Under og efter dette angreb foregik der imidlertid to større kavalerislag: ét ca. 5 km mod øst i et område, der i dag kaldes East Cavalry Field, og det andet sydvest for Big Round Top.
Kampen i øst var et forsøg fra generalmajor J.E.B. Stuart på at komme om i Unionens bagområder og udnytte enhver succes, som Pickett's Charge måtte have opnået. Unionskavaleri under brigadegeneralerne David McM. Gregg og George A. Custer slog de konfødererede angreb tilbage.
I syd blev der, efter at Pickett's Charge var slået fejl, beordret et uoverlagt kavaleriangreb mod de konfødereredes højre flanke af brigadegeneral Hugh J. Kilpatrick. Det blev slået tilbage uden større besvær, men kostede unionsgeneralen Elon J. Farnsworth livet.

## Baggrund og kavaleristyrker
Kavaleriet havde kun betydningsfulde roller ved Gettysburg på slagets første og tredje dag. På førstedagen forsinkede kavaleridivisionen under unionsgeneralen John Buford med held den konfødererede hærs fremrykning mod Gettysburg, indtil Unionens infanteri kunne nå frem til slagmarken. Ved dagens slutning var Bufords kavalerister trukket væk fra slagmarken.
På den konfødererede side var det meste af generalmajor Stuarts kavaleridivision fraværende fra slagmarken indtil sidst på andendagen. Han havde muligvis misforstået sine ordrer fra general Robert E. Lee, men havde taget sine tre bedste kavaleribrigader med på en formålsløs tur rundt om Unionens styrker og var ude af kontakt med hovedstyrken i Lees hær fra den 24. juni, hvilket betød, at Lee ikke fik løbende informationer om, hvor unionshæren befandt sig og ikke havde en kavaleriskærm foran sig. Stuart ankom fra Carlisle til general Lees hovedkvarter kort efter middag den 2. juli, og hans udmattede brigader ankom samme aften, for sent til at få indflydelse på kampene på slagets 2. dag. Hamptons brigade slog lejr mod nord efter en forholdsvis lille træfning med unionskavaleri i Hunterstown om eftermiddagen.
Lee gav Stuart ordre til at forberede sig på operationer den 3. juli til støtte for det konfødererede infanteriangreb mod centrum af Unionens linje ved Cemetery Ridge. Stuart skulle beskytte de konfødereredes venstre flanke og forsøge at trænge ind bag Unionens højre flanke og ind i fjendens bagområde. Hvis Stuarts tropper kunne trænge sydpå fra York landevejen langs Low Dutch Road, ville de snart nå landevejen Baltimore Pike, som var hovedforbindelseslinjen for Army of the Potomac, og de kunne iværksætte ødelæggende og demoraliserende angreb mod Unionens bagområde og drage fordel af forvirringen fra angrebet (Pickett's Charge), som Lee havde planlagt skulle ramme Unionens centrum.
De konfødererede kavaleristyrker under Stuart til denne operation bestod af de tre brigader, han havde haft med "på udflugt" under kommando af brigadegeneral Wade Hampton, brigadegeneral Fitzhugh Lee og oberst John Chambliss samt oberst Albert G. Jenkins' brigade, der var under kommando af oberst Milton J. Ferguson, efter Jenkins var blevet såret den 2. juli. Selv om disse fire brigader skulle have udgjort omkring 5.000 kavalerister, er det sandsynligt, at kun 3.430 mand og 13 kanoner kom til indsats den 3. juli,, og efter 9 dages ridt gennem Maryland og Pennsylvania var de og deres heste trætte og ikke i bedste form til slaget.
Unionens kavaleristyrker var fra generalmajor Alfred Pleasontons kavalerikorps. Han deltog ikke selv direkte i ledelse af nogle af kavalerislagene under slaget ved Gettysburg. Da det meste af Bufords division havde trukket sig tilbage til Westminster i Maryland (bortset fra reservebrigaden under brigadegeneral Wesley Merritt, som stod direkte syd for Gettysburg), var der kun to divisioner klar til indsats. Placeret nær krydset mellem Hanover Road og the Low Dutch Road—direkte på Stuarts vej var brigadegeneral David McM. Greggs division. Gregg havde to brigader tilstede ved Gettysburg, dem under oberst John B. McIntosh og oberst J. Irvin Gregg (David Greggs fætter), men den sidste var placeret på Baltimore Pike. Irvin Greggs ene brigade blev suppleret af den nyopstillede "Michigan Brigade" under brigadegeneral George A. Custer. Custer var tildelt divisionen under brigadegeneral Hugh Judson Kilpatrick, men var tilfældigvis udlånt til David Gregg og bad om tilladelse fra Gregg til at deltage i kampen. Der var tilsammen 3.250 unionskavalerister overfor Stuart. Den anden brigade fra Kilpatricks division, under kommando af brigadegeneral Elon J. Farnsworth, var stationeret sydvest for de to Round Top bjerge. Området kaldes i dag for South Cavalry Field.

### De vigtigste kavaleriledere ved Gettysburg,3. juli
- Maj. Gen.
J.E.B. Stuart, CSA
- Brig. Gen.
Wade Hampton, CSA
- Brig. Gen.
Fitzhugh Lee, CSA
- Maj. Gen.
Alfred Pleasonton, USA
- Brig. Gen.
David McM. Gregg, USA
- Brig. Gen.
George A. Custer, USA
- Brig. Gen.
Judson Kilpatrick, USA
- Brig. Gen.
Elon J. Farnsworth, USA

## Det østlige slag
Omkring kl. 11 om formiddagen den 3. juli nåede Stuart Cress Ridge, lige nord for det der nu kaldes East Cavalry Field, og sendte signal til Lee om, at han var i stilling ved at beordre fire kanoner affyret, en i hver kompasretning. Det var en dum fejl, fordi han også alarmerede Gregg om, at han var i nærheden. McIntosh og Custers brigader var placeret, så de blokerede Stuart. Da de konfødererede nærmede sig, indledte Gregg en artilleriduel med dem, og de dygtigere unionsartillerister fik has på Stuarts kanoner.
Stuarts plan gik ud på at fastholde McIntosh og Custers forposter omkring Rummel-farmen og svinge over Cress Ridge rundt om forsvarernes venstre flanke, men Unionens forpostlinje trængte hårdnakket de konfødererede tilbage. Tropperne i 5. Michigan kavaleriregiment var udstyret med Spencer repetergeværer, hvilket forstærkede deres ildkraft mange gange. Stuart besluttede sig for et direkte kavaleriangreb for at bryde deres modstand. Han beordrede et angreb af 1. Virginia kavaleri, hans eget gamle regiment, som nu var i Fitz Lees brigade. Slaget startede for alvor omkring kl. 13, samtidig med at oberst Edward Porter Alexanders konfødererede artilleri indledte beskydningen af Cemetery Ridge. Fitz Lees tropper kom strømmende gennem John Rummels farm og spredte Unionens forpostlinje.
Gregg beordrede Custer til modangreb med 7. Michigan kavaleri. Custer førte selv regimentet og råbte "Kom så, I djærve!" Bølger af kavalerister stødte sammen i voldsomme kampe langs gærdet ved Rummels farm. Syvhundrede mand kæmpede på korteste afstand over gærdet med karabiner, pistoler og sabler. Custers hest blev skudt væk under ham, og han rekvirerede en trompeters hest. Til sidst var der tilstrækkeligt mange af Custers mænd samlet til, at de kunne bryde gærdet ned, og de tvang Virginia-soldaterne til at trække sig tilbage. Stuart sendte forstærkninger fra alle sine tre brigader 9. og 13. Virginia regiment fra Chambliss' brigade, 1. North Carolina og Jeff Davis Legion fra Hamptons brigader og eskadroner fra 2. Virginia i Lees brigade. Custers forfølgelse blev stoppet, og 7. Michigan faldt tilbage i en rodet retræte.
Stuart prøvede igen at opnå et gennembrud ved at sende hovedparten af Wade Hamptons brigade fremad. De accelererede i formation fra gang til galop med blinkende sabler, hvilket frembragte en anerkendende mumlen fra deres modstandere. Unionens hesteartilleri forsøgte at blokere fremrykningen med granater og kardæsker, men de konfødererede bevægede sig for hurtigt og var i stand til at fylde hullerne, når de mistede folk, så de kunne fastholde deres momentum.
Igen lød kampråbet "Kom så I djærve!" og Custer og oberst Charles H. Town førte 1. Michigan ind i kampen, ligeledes i galop. En rytter fra en af Greggs regimenter fra Pennsylvania bemærkede:
| Citat | Da de to kolonner nærmede sig hinanden, satte de hastigheden op, og der lød et brag, som når træstammer fældes, da de stødte sammen. Sammenstødet var så pludseligt og voldsomt, at mange heste væltede bagover og knuste deres ryttere under sig. | Citat |
|       | |       |

Mens kavaleristerne kæmpede desperat i centrum førte McIntosh personligt sin brigade mod Hamptons højre flanke, og 3. Pennsylvania og 1. New Jersey regimenterne ramte Hamptons venstre fløj nord for Lotts hus. Hampton fik et alvorligt sår fra en sabel i hovedet. Custer mistede sin anden hest denne dag. Da de blev angrebet fra tre sider, trak de konfødererede sig tilbage. Unionskavaleristerne var dog ikke i en forfatning, så de kunne komme længere end til Rummels stuehus.
Tabene i de 40 intense minutters kamp på East Cavalry Field var relativt beskedne: Unionen mistede 254, heraf 219 fra Custers brigade; 181 ´konfødererede. Selv om slaget taktisk set endte uafgjort, var slaget et strategisk nederlag for Stuart og Robert E. Lee, der måtte se planen om at rykke ind i Unionens bagområder forpurret. George A. Custer må anses for en af de ubemærkede helte i slaget ved Gettysburg, der var højdepunktet i hans karriere i hæren.

## Det sydlige slag
Om morgenen den 3. juli beordrede lederen af Unionens kavalerikorps, generalmajor Alfred Pleasonton to af sine brigader til venstre flanke af unionshæren. Han beordrede brigadegeneral Wesley Merritts reservebrigade fra Bufords division til at rykke nordpå fra Emmitsburg og støde til brigadegeneral Hugh Judson Kilpatricks division, der rykkede fra Two Taverns på Baltimore Pike til området sydvest for Round Top. På det tidspunkt var den eneste brigade i Kilpatricks division den under brigadegeneral Elon J. Farnsworth, da George Custers brigade var blevet overført til tjeneste ved David Gregg på East Cavalry Field. Det står ikke klart, hvad Pleasonton håbede at opnå. Der er ingen oplysninger om, at han havde gennemført rekognoscering i dette område. Der har været tænkt på, om hærens øverstkommanderende, George G. Meade, forberedte et muligt modangreb, der skulle følge, efter at Picketts Charge var slået tilbage, et angreb han havde ventet siden aftenen før.
Farnsworth nåede frem til området omkring kl. 13, omtrent samtidig med at det massive, konfødererede artilleribombardement indledtes som optakt til Pickett's Charge. Hans 1.925 kavalerister tog opstilling på en linje syd for George Bushmans farm. Fra venstre mod højre var det regimenterne 18. Pennsylvania, 1. West Virginia og 1. Vermont. Battery E. fra 4. U.S. Artillery, der stod på en lille, klippefyldt knold i bagområdet, og 5. New York var placeret i en nærliggende slugt for at beskytte artilleriet. Sammen med Kilpatrick afventede de Merritt-brigaden, der ankom omkring kl. 15 og tog opstilling på begge sider af Emmitsburg Road, til venstre for Farnsworths. På dette tidspunkt var infanteridelen af Pickett's Charge indledt, og Kilpatrick var ivrig for at få sine mænd ind i kampen.
På den konfødererede linje øst for Emmitsburg Road var der kun infanteritropper involveret. De fire brigader i Hoods division under ledelse af brigadegeneral Evander M. Law havde besat området fra Round Top, gennem Devil's Den, og tilbage til vejen efter slaget den 2. juli. I starten havde Law kun haft 1. Texas infanteriregiment (fra brigadegeneral Jerome B. Robertsons Texas Brigade) vendt mod Farnsworst mod syd, men han forstærkede dem snart med 47. Alabama, 1. South Carolina foruden artilleri. Vest for vejen, overfor Merritt, stod brigaden fra Georgia under brigadegeneral George "Tige" Anderson.
Den unge Kilpatrick havde ikke meget erfaring med at lede kavaleri, og det demonstrerede han ved at angribe forskansede infanteristillinger få ad gangen. Vest for vejen gik Merritt som den første til angreb med sine kavalerister fra 6. Pennsylvania afsiddet. Andersons georgianere slog uden besvær deres angreb tilbage. Farnsworth skulle følge efter, men han blev forbløffet over at høre Kilpatrick give ordre til et kavaleriangreb. De konfødererede forsvarere stod bag et stendige med hegnspæle ovenpå, for højt til at heste kunne springe over det, hvilket ville betyde, at angriberne skulle sidde af under beskydning og nedbryde hegnet. Terrænet derhen var knudret med store klipper, hegn og skovstykker, hvilket gjorde det uegnet til kavaleriangreb. Beretningerne varierer, når det kommer til detaljerne i det skænderi, som udviklede sig mellem Farnsworth og Kilpatrick, men det er almindeligt antaget, at Kilpatrick udfordrede Farnsworth til at gennemføre angrebet, som denne vidste var et selvmordsangreb. Det siges, at Farnsworth sagde: "General, hvis De beordrer angrebet, vil jeg lede det, men De må påtage dem et meget stort ansvar".
Forrest i angrebet var 1. West Virginia under ledelse af oberst Nathaniel P. Richmond. De red frem i stor forvirring efter at være kommet under kraftig beskydning fra 1. Texas, men det lykkedes for dem at gennembryde muren. Mand mod mand-kampe med sabler, rifler og selv sten fulgte, men angrebet blev tvunget tilbage. Ud af de 400 kavalerister i angrebet var der et tab på 98. Andet bølge kom fra 18. Pennsylvania støttet af kompagnier af 5. New York, men de blev også slået tilbage under kraftig riffelild, med et tab på 20.
Endelig var det 1. Vermonts tur, omkring 400 officerer og mænd, som Farnsworth delte i 3 bataljoner med hver fire kompagnier under oberstløjtnant Addison W. Preston, major William Wells og kaptajn Henry C. Parsons. Parsonss bataljon førte an i angrebet, passerede texanerne og red nord mod mod John Slyders farm. Evander Law sendte tre regimenter fra Georgia (9., 11., og 59.) til støtte for texanerne og artilleribatterierne. En stabsofficer, der bar på ordren, stødte på 4. Alabane, som også sluttede sig til som støtte. En løjtnant fra Alabama, råbte "Kavaleri, drenge, kavaleri! Dette er ikke en kamp, blot en fornøjelse, giv dem hele armen!". Og infanteristerne fandt mange lette mål. 
Alle tre bataljoners fremstød blev afvist med store tab. Den sidste gruppe under ledelse af Wells og Farnworth drejede tilbage mod Big Round Top, hvor de blev mødt af en linje bestående af 15. Alabama foran deres front. Farnsworth gruppe var svundet ind til blot 10 ryddere, mens de svingede frem og tilbage i et forsøg på at undgå den morderiske ild. Farnsworth faldt af sin hest, ramt i bryst, mave og ben af 5 kugler. En beretning efter krigen fra en konfødereret soldat, der hævdede, at Farnsworth begik selvmord for ikke at blive taget til fange, er blevet afvist. Major Wells modtog Medal of Honor for sin heltemodige indsats i at lede de resterende mænd tilbage i sikkerhed. Regimentet fra Vermont mistede 65 mand i det håbløse angreb.
Kilpatricks ubetænksomme og dårligt gennemførte kavaleriangreb huskes som et lavpunkt i historien om Unionens kavaleri og markerede samtidig de sidste større kampe i slaget om Gettysburg. 10 km vest for Gettysburg blev et af Merritts regimenter (6. US Kavaleri) besejret om eftermiddagen i slaget ved Fairfield af brigadegeneral William E. "Grumble" Joness "Laurel Brigade," en kamp, som ikke betragtes som en del af slaget ved Gettysburg.
Alle Pleasontons kavaleribrigader blev luftet i resten af Gettysburg-kampagnen i den løse forfølgelse af Lees hær tilbage over Potomac-floden.

## Yderligere læsning
- Carhart, Tom, Lost Triumph: Lee's Real Plan at Gettysburg—And Why It Failed, Putnam Adult, 2005, ISBN 978-0-399-15249-8.
- Gottfried, Bradley M., The Maps of Gettysburg: An Atlas of the Gettysburg Campaign, June 3 – June 13, 1863, Savas Beatie, 2007, ISBN 978-1-932714-30-2.